# Clement Seymour Dodd
Clement Seymour »Sir Coxsone« Dodd [klément séjmur s'ŕ kôkson dód], jamajški glasbeni producent, * 26. januar 1932, Kingston, Jamajka, † 5. maj 2004, Kingston.
Dodd je pomemben za razvoj skaja in reggaeja ter drugih oblik jamajške glasbe v 50, 60-ih letih 20. stoletja in kasneje.
Z glasbenimi posli se je začel ukvarjati 1950. in vodil zelo razširjen Downbeat Sound System.
Pri njem so med drugim začeli svojo glasbeno pot Lee »Scratch« Perry, Winston »Burning Spear« Rodney, Delroy Wilson, Horace Andy in Sugar Minott. Leta 1963 je odprl prvi snemalni studio v črnski lasti na Jamajki - Studio One na Brentford Rd v Kigstonu (glej 1963 v glasbi). Studio je bil v teh časih sopomenka za rocksteady in je privabljal najbolj nadarjene jamajške glasbenike. Dodd je zaslužen za uspeh Boba Marleya in njegove skupine The Wailers v letih od 1963 do 1968. »Scratch« je bil v začetku Doddova desna roka.
Vse do smrti zaradi srčne kapi je bil Dodd dejaven na tem področju.
Vzdevek »Sir Coxsone« je dobil v šoli zaradi svoje nadarjenosti za kriket. V znamenitem Yorkshirskem moštvu kriketa iz 1940. je bil odličen odbijač Alec Coxon.
V petek 1. maja 2004 so ulico Brentford Road v Kingstonu preimenovali v Bulvar Studia One med slovesnostjo, ki se je poklonila dosežkom tega nesmrtnega producenta.